# Acourtia nudiuscula
Acourtia nudiuscula là một loài thực vật có hoa trong họ Cúc. Loài này được (B.L.Rob.) B.L.Turner mô tả khoa học đầu tiên năm 1978.